# Nyikolaj Mihajlovics Romanov orosz nagyherceg
Nyikolaj Mihajlovics Romanov (oroszul: Никола́й Миха́йлович Романов; Carszkoje Szelo, 1859. április 26. – Szentpétervár, 1919. január 28.), a Holstein–Gottorp–Romanov-házból származó orosz nagyherceg, tudós, az Orosz Földrajzi Társaság elnöke. 1919-ben, Georgij Mihajlovics nevű testvérével együtt, kivégezték a bolsevikok.

## Élete

### Származása és ifjúkora
Nyikolaj Mihajlovics nagyherceg 1859-ben jött világra Mihail Nyikolajevics nagyherceg és Cecília badeni hercegnő első gyermekeként a nyolc közül. Mikor Mihail nagyherceget 1862-ben kinevezték a Kaukázus cári helytartójává, az egész család Tifliszbe költözött, ily módon Nyikolaj nagyherceg és testvérei gyermekkorukat Grúziában töltötték.
A családban központi szerepet töltött be az ortodox kereszténységben „Olga Fjodorovna” névre hallgató Cecília hercegnő, aki igen szigorú anyaként vált ismertté. Olga nagyhercegné – annak ellenére, hogy a „Bimbónak” becézett Nyikolaj Mihajlovics volt kedvenc fia – spártai nevelést biztosított fiainak, melyben jelentős szerepet kapott a katonaság. Mihail Nyikolajevics nagyherceg katonai pályára szánta fiait, noha Nyikolaj nagyhercegről már hamar kiderült, hogy érdeklődik a tudományok, a művészetek és az építészet iránt. A nagyherceg és öccsei eleinte magánoktatók keze alatt nevelkedtek, csak tízéves koruk körül vette kezdetét katonai kiképzésük. Nyikolaj Mihajlovics egy kaukázusi íjászszázadhoz csatlakozott, velük együtt vett részt az 1877–78-as orosz–török háborúban. A harcok során szerzett tapasztalatai elborzasztották, a nagyherceg ekkor vált a béke hívévé.
1882-ben Mihail Nyikolajevics nagyherceget az Államtanács elnökévé nevezték ki, így a család visszatért Szentpétervárra, ahol Nyikolaj nagyherceg csatlakozott Marija Fjodorovna cárné lovas testőrségéhez. Nyikolaj Mihajlovics, aki már ekkor tudta, hogy nem vonzza a katonaság, engedélyt kért édesapjától arra, hogy otthagyhassa a katonaságot és egyetemre járhasson. Mihail Nyikolajevics azonban nem hallgatta meg fia kívánságát, így Nyikolaj Mihajlovics a Vezérkari Akadémiára jelentkezett, ahova unokatestvére, ifj. Nyikolaj Nyikolajevics is járt. A két fiú között hamar versengés alakult ki, és még évekkel később is ellenszenvvel viseltettek egymás irányába.

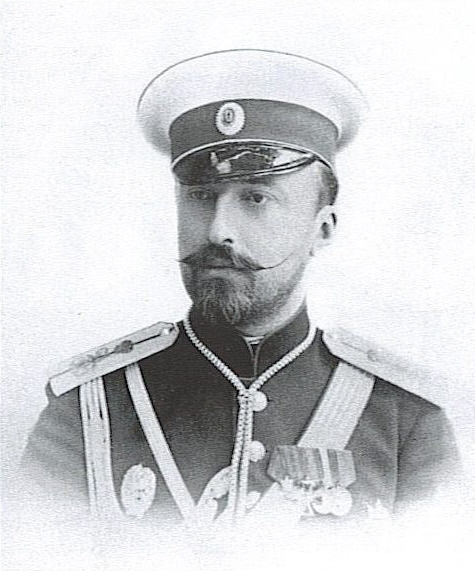
Nyikolaj Mihajlovics nagyherceg

1879-ben a nagyherceg Badenbe látogatott anyai nagybátyjához, I. Frigyes badeni nagyherceghez. Itt ismerkedett meg elsőfokú unokatestvérével, Viktória badeni hercegnővel. A nagyherceg beleszeretett Viktória hercegnőbe, azonban az ortodox egyház tiltja a rokonok közti házasságot. Nyikolaj nagyherceg hiába folyamodott engedélyért II. Sándor cárhoz, nem vehette nőül a hercegnőt, aki később feleségül ment a svéd trónörököshöz. A kudarc után a nagyherceg csak az 1880-as években próbálkozott újból a házasodással. Nyikolaj Mihajlovics élénken érdeklődött Amália orléans-i hercegnő iránt. A szülők viszont mindkét részről hangot adtak nemtetszésüknek a tervet illetően, mivel Amália hercegnő katolikus volt, és nem akart áttérni hitéről az ortodoxra. Nyikolaj Mihajlovics kénytelen volt megint lemondani álmáról, Amália hercegnőből pedig Portugália királynéja lett. A nagyherceg ezután soha többé nem gondolt a családalapításra, bár állítólag voltak törvénytelen gyermekei, és 1910 környékén beleszeretett Nelli Barjatinszkaja hercegnőbe.

### A tudós és a nagyherceg
Nyikolaj nagyherceget a katonáskodás mellett még számtalan más dolog foglalkoztatta. Ezek közé tartozott többek között a botanika és a kertészet. Hatalmas gyűjteménye volt a Kaukázus ritka virágaiból és pillangóiból – a kollekciót később az Orosz Természettudományi Akadémiának adományozta. Foglalkozott a gyümölcstermesztéssel, és az ebben érdekelt társaság elnöke lett. Több műveit is megjelentetett a pillangókról, az első világháború alatt pedig egy vadászattal foglalkozó kötete került a nyilvánosság elé.

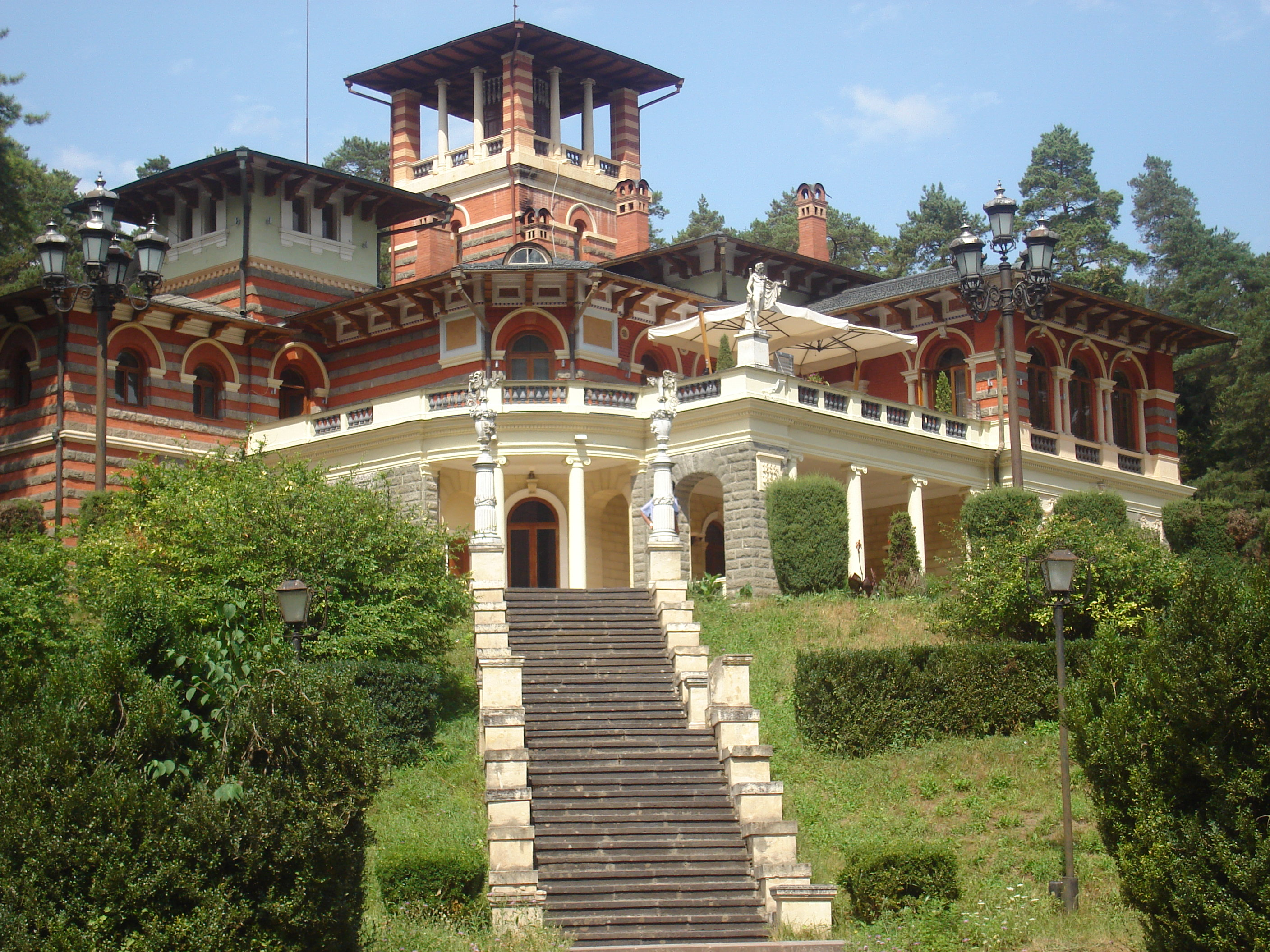
A Likani-palota Borzsomi mellett, a nagyherceg nyári rezidenciája

A nagyherceget a történelem is foglalkoztatni kezdte. A családi archívumokban fellelhető anyagokat feldolgozva közel ötven könyvet írt, elsősorban Romanov-uralkodókról, így például I. Pálról, II. Katalinról, és I. Sándorról. 1905-ben leszerelt a katonaságtól, és ettől kezdve a történelmi munkának szentelte életét. II. Miklós cár támogatásával bejutott a külföldi uralkodóházak levéltáraiba, könyvtáraiba is; egyre inkább I. Sándor uralkodására összpontosítva. Első történelmi művét 1890-ben adták ki „Dolgorukij herceg, I. Sándor cár munkatársa” néven. Francia és orosz nyelven íródott könyvei sajnos jórészt megsemmisültek az első világháború, a forradalom és a polgárháború alatt. Munkájában segítségére volt szárnysegédje, Konsztantyin Brummer, aki a nagyherceg jó barátjaként élete végéig kitartott Nyikolaj Mihajlovics mellett. 1892-ben a Földrajzi Társaság, 1909-ben pedig a Történelmi Társaság elnöke lett.
Nyikolaj Mihajlovics lelkes franciabarát volt, és mint ilyen, a Francia Akadémia tagja lett. Rendszeresen utazott, főként Franciaországba, ahol felújította egykori szoros kapcsolatát testvéreivel, a száműzött Mihail Mihajloviccsal és a házassága révén külföldre került Anasztaszija Mihajlovnával. A franciák iránti szeretete befolyásolta politikai nézeteit, és egyre inkább a köztársaság felé hajlott, illetve édesanyja hatására liberális eszméket dédelgetett. Ettől eltekintve remek kapcsolatot ápolt II. Miklós cárral, bár Alekszandra Fjodorovna cárné és ő nagy ellenségeknek számítottak. Erősen kritizálta unokatestvéreit a közöttük lévő megosztottság miatt, ugyanakkor ő maga is kerülte Marija Pavlovna nagyhercegnét és a családját, valamint gyermekkori vetélytársát, ifj. Nyikolaj Nyikolajevicset.

### A világháború és a forradalom
Az első világháború kitörésekor a nagyherceg visszakapta katonai rangjait, noha a tényleges szolgálatba nem tért vissza. Oroszországban maradt, és idejét kórházlátogatásokkal, a hadsereg szervezésével töltötte. Kétségbeesetten szemlélte a háború előrehaladtával kialakuló állapotokat az orosz kormányzásban, mely végül arra ragadtatta, hogy panaszlevelet küldjön a fronton lévő II. Miklós cárhoz. A levélben élesen bírálta nemcsak a kormány, hanem Alekszandra Fjodorovna cárné tevékenységét is. A levél következményeként II. Miklós „száműzte” Nyikolaj nagyherceget vidéki birtokára, ahonnét egészen a monarchia megszűntéig nem tért vissza.
1917 novemberében, a bolsevikok hatalomátvétele a fővárosban érte Nyikolaj Mihajlovicsot. A nagyherceg fontolgatta egy Finnországon keresztül Dániába való szökés tervét, de szándékát a Cseka gátolta meg, mikor őrizetbe vette. 1918. március 30-án a nagyherceget, hűséges szakácsát és Brummert vonattal Vologdába szállították, ahol viszonylag szabadon élhetettek, különösebb felügyelet nélkül. Nem sokkal az érkezése után értesült róla a nagyherceg, hogy unokatestvére, Dmitrij Konsztantyinovics és tulajdon öccse, Georgij Mihajlovics nagyhercegek szintén a városba kerültek. A kuzinok felvették egymással a kapcsolatot, és rendszeresen találkoztak.
1918. július 14-én, két nappal a cár és családja kivégzése előtt a nagyhercegeket egy börtönbe szállították át; Brummer számára nem engedélyezték, hogy velük tartson. A francia kormány megpróbálkozott kiszabadítani Nyikolaj Mihajlovicsot, lévén hogy a nagyherceg a Francia Akadémia tagja volt, ám kísérletei, akárcsak Brummer próbálkozásai, sikertelenül végződtek. Július 20-án Brummer értesítette a nagyhercegeket II. Miklós kivégzéséről; július 21-én a Cseka átköltöztette a nagyhercegeket Petrográdba.

### Halála
A Spalernaja börtönbe vitték őket, ahol Pavel Alekszandrovics nagyherceg is raboskodott. Dmitrij Konsztantyinovics unokaöccse, Gavriil Konsztantyinovics herceg felesége jó barátságban állt Makszim Gorkijjal. Gavriil herceg felesége révén elérték, hogy Gorkij kegyelmet kérjen Leninnél a nagyhercegek számára, Lenin azonban elutasította a kérelmet.
1919 januárjának végén Dmitrij Konsztantyinovicsot, Georgij Mihajlovicsot és Nyikolaj Mihajlovicsot a Péter-Pál erődben található Trubeckoj bástyába vitték, míg a nagybeteg Pavel nagyherceget átszállították a Gorohovaja utcába, és csak egy nappal később csatlakozott hozzájuk. 1919. január 29-én a hajnali órákban a nagyhercegeket a Péter-Pál katedrálistól nem messze, egy sírgödör mellett kivégezték. Maradványaikat is ott temették el.